# 오우에쓰 열번 동맹

오우에쓰 열번동맹이 사용한 깃발. 검은 바탕에 그린 것과 흰 부당에 그린 것이 있다.

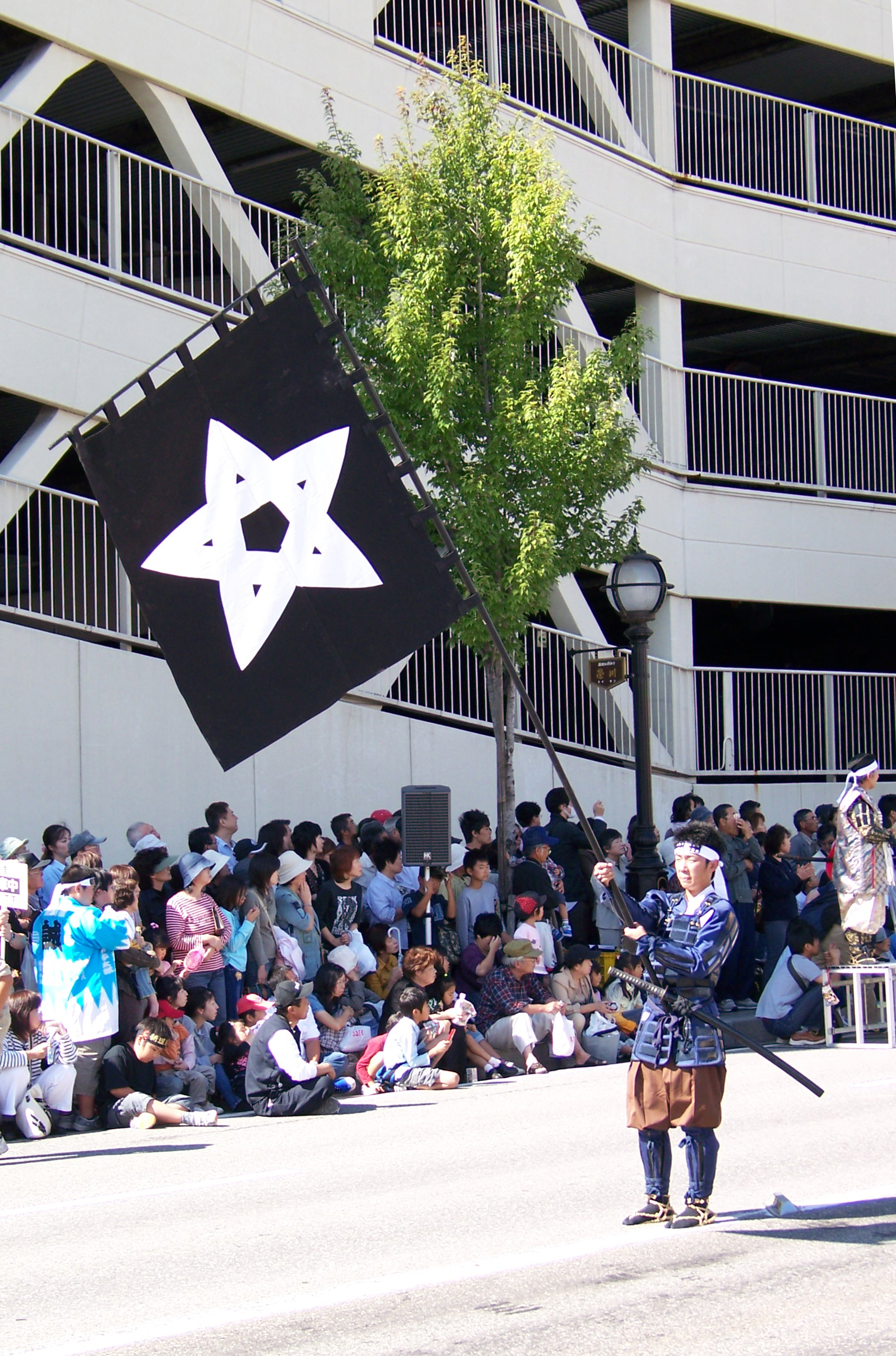
오우에쓰 동맹군의 리인액트

오우에쓰 열번 동맹(일본어: 奥羽越列藩同盟, おううえつれっぱんどうめい)은 일본 막부 말기 당시 에도 막부를 지지하고 아이즈번, 쇼나이번을 원조하고자 메이지 유신 정부에 대항한 일본 도호쿠 지방의 번들의 연합체이다.
보신전쟁(戊辰戦争) 와중이던 1868년(게이오 4년/메이지 원년) 5월 6일에 성립되었으며, 무쓰 국(陸奥国, 오슈奥州) ・ 데와 국(出羽国, 우슈羽州) 및 에치고 국(越後国, 엣슈越州)의 여러 번들이 린오지노미야 고켄 뉴도 친왕(輪王寺宮公現入道親王)을 맹주로 하여 반(反)신정부적인 공수동맹(攻守同盟)을 맺었다. 이것이 오우에쓰 열번동맹이다.
오우에쓰 열번동맹은 공수동맹인 동시에 지방정권(地方政権)이기도 하였다.
일본 오우(奥羽)의 번들은 신정부가 당시 웅번 가운데 하나였던 센다이 번(仙台藩)에 파견한 오우 진무총독(奥羽鎮撫総督)을 따르고 있었는데, 오우의 번들은 아이즈 번(会津藩) ・ 쇼나이 번(庄内藩)의 「조적」(朝敵)이라는 오명을 풀고 사면해 줄 것을 탄원하고 있었고, 그 목적을 달성하기 위해 일종의 '동지적 결합'이 형성되어 있었다. 그러나 이러한 사면 탄원이 거절당한 뒤, '동지적 결합이었던 열번동맹은 신정부군에 대항하는 여러 번들의 '군사동맹'으로 변모하였다.
일설에는 오우에쓰 열번동맹을 고켄 뉴도 친왕을 덴노(天皇)로 옹립한 도호쿠 조정(朝廷)이었다고도 하지만 동맹 자체에서 그러한 표현을 공식적으로 사용하지는 않았으며, 자신들은 어디까지나 「어린 임금(幼君, 메이지 덴노)의 옆에서 날뛰는 간사한 자들인 삿세키(薩賊, 사쓰마 번)을 제거한다」는 것이 목적이라고 주장하였다.
그러나 동맹이 성립되고 얼마 되지 않은 5월 중에 신정부군은 도호쿠로의 침공을 시작하였다. 열번동맹의 번들은 신정부군과 전투를 벌였지만 승리하지 못하고 차례로 항복하였다(보신전쟁). 9월에는 열번동맹의 중심적인 존재였던 센다이와 아이즈가 항복하여 동맹은 소멸되었다.

## 끝까지 배신하지 않고 버틴 번(藩)들
- 센다이번
- 요네자와번
- 니혼마쓰번
- 유나가야번
- 다나구라번
- 나카무라 번
- 야마가타번
- 후쿠시마번
- 가미노야마번
- 이치노세키번
- 야시마번
- 모리오카번
- 모리야마번
- 이와키다이라 번
- 이즈미번
- 덴도번
- 에치고 나가오카 번
- 무라카미번
- 무라마쓰번
- 구로카와번
- 조자이번

## 같이 보기
- 일본의 원자력 : 일본의 핵 시설은 보신전쟁에서 패배 한 지역에 집중한다. 이것을 두고 일각에서는 음모설을 주장한다.